# Campylocentrus gibbicornis
Campylocentrus gibbicornis är en insektsart som beskrevs av Walker. Campylocentrus gibbicornis ingår i släktet Campylocentrus och familjen hornstritar. Inga underarter finns listade i Catalogue of Life.